# Nemapogon quercicolella
Nemapogon quercicolella is een nachtvlinder uit de familie Tineidae, de echte motten. De soort komt verspreid over Oost-Europa voor, niet in Nederland. 
De vlinder kan gemakkelijk verward worden met Nemapogon variatella, Nemapogon ruricolella en Nemapogon cloacella.

## Waardplanten
Nemapogon quercicolella heeft paddenstoelen en schimmels als waardplanten.